# Billings Outlaws
Die Billings Outlaws waren ein Arena-Football-Team aus Billings, Montana, das unter anderem in der Indoor Football League (IFL) gespielt hat. Ihre Heimspiele trugen die Outlaws in der Rimrock Auto Arena in Billings aus.

## Geschichte

### Saison 2000–2001 (Indoor Football League)
Die Outlaws wurden im Jahr 2000 als Billings Thunderbolts gegründet und starteten eine Saison in der Indoor Football League. Zum ersten Heimspiel sahen 6.076 Zuschauer einen 46:35 Siegen über die Casper Cavalry.
Als die Liga zum Ende der Saison 2000 ausgelöst wurde, traten sie der National Indoor Football League (NIFL) bei und änderten ihren Namen in Billings Outlaws.

### Saison 2001–2004 (National Indoor Football League)
In den ersten vier Jahren erreichten die Outlaws zweimal die Playoffs, einmal sogar bis in das Conference Halbfinale.

### Saison 2005 (National Indoor Football League)
Zur Saison 2005 gab die Liga bekannt, dass die Osceola Outlaws zur NIFL-Saison 2005 an den Start gehen werden. Daraufhin kam es zum Streit um Namensrechte, da beide Vereine auf den Namen Outlaws bestanden.
Die Liga entschied, beiden Teams den Namen zu entziehen. Die Eigentümergruppe der Billings Outlaws, die Montana Professional Sports LLC, verkaufte den Namen Outlaws an den Geschäftsmann Duane Anderson, der die Mannschaft in Mavericks änderte.

### Saison 2006 (National Indoor Football League)
Zur Saison durfte Billings ihren ursprünglichen Namen Outlaws wieder annehmen, sodass Anderson die Namensrechte wieder an die Montana Professional Sports LLC zurück verkaufte.
Und auch sportlich verlief die Saison erfolgreich. Am Ende sicherten sie sich den Titel der NIFL vor fast 8.000 Zuschauern mit 59:44 gegen die Fayetteville Guard.
Nach der Saison gab der Verein bekannt, dass die Outlaws zur neuen Saison in die United Indoor Football (UIF) wechseln werden.

### Saison 2007–2008 (United Indoor Football)
Im ersten Jahr schaffte man erneut den Einzug in die Playoffs, verlor aber das Conference-Finale gegen die Sioux Falls Storm und schied aus.
2008 scheiterten die Outlaws erneut gegen die Storm, als man im Conference Halbfinale bis 5 Sekunden vor Schluss führte und durch den allerletzten Kick über 45 Yards das Spiel noch 46:44 verlor.
Da die UIF mit der Intense Football League (IFL) fusionierte, spielten die Outlaws fortan in der neu gegründeten Indoor Football League (IFL).

### Saison 2009–2010 (Indoor Football League)
In ihren letzten beiden Jahren konnten die Outlaws jeweils den Titel in der IFL holen. Es waren die Titel zwei und drei in ihrer Geschichte.
Zum Ende der Saison 2010 lösten sich die Outlaws wegen finanzieller Probleme auf. Mitschuldig dafür war auch der immense Schaden an der Arena, der durch einen Tornado entstanden ist.

## Stadion
Die Outlaws spielten in ihrer Geschichte ausschließlich in der Rimrock Auto Arena. Nachdem der Tornado die Arena 2010 derartig beschädigte, wurde sie 2011 für 27 Millionen Dollar saniert.

## Erfolge
| Titel               | Jahr                                      |
| ------------------- | ----------------------------------------- |
| Division Champion   | 2004 und 2006 (NIFL), 2009 und 2010 (IFL) |
| Conference Champion | 2002 (NIFL), 2009 und 2010 (IFL)          |
| Liga Champion       | 2006 (NIFL), 2009 und 2010 (IFL)          |